# Lecania rufina
Lecania rufina là một loài ruồi trong họ Asilidae. Lecania rufina được Wiedemann miêu tả năm 1819.